# Колыванов, Александр Александрович
Алекса́ндр Алекса́ндрович Колыва́нов (род. 20.03.1937, Ивановская область) — аппаратчик Чебоксарского химического комбината имени Ленинского комсомола Министерства химической промышленности СССР, Герой Социалистического Труда.

## Биография
Родился 20 марта 1937 года в городе Заволжск Ивановской области в семье служащих. Трудовую деятельность начал 1959 году, в своем городе, на Заволжском химическом заводе имени М. В. Фрунзе.
В 1964 году избран депутатом городского совета г.Заволжска. 
В 1966 году переехал в Чувашию и начал трудиться на новом химическом комбинате в городе Новочебоксарск — на Чебоксарском производственном объединении «Химпром» имени Ленинского комсомола. Комбинат был построен для выпуска химического оружия — боеприпасов, начинённых отравляющими веществами, с маскированием этих производств выпуском химической продукции для удовлетворения нужд населения — синтетических красителей.
Колыванов работал аппаратчиком, затем старшим аппаратчиком подготовки сырья и отпуска полуфабрикатов в цехе № 3 — первое в СССР производство светостабилизаторов бензона ОА и ОМ, производство активных синтетических красителей для хлопка, льна, шелка. Затем участвовал в пуске цеха № 55, а после был допущен в секретное производство в цех № 83. Именно в этом цехе так называемого третьего производства велось заполнение боеприпасов основной продукцией предприятия — отравляющими веществами. В 1972 году здесь был налажен промышленный выпуск V-газов. Внедрил ряд предложений, направленных на совершенствование технологии производства, улучшение условий труда работающих.
Указом Президиума Верховного Совета СССР от 3 апреля 1974 года за выдающиеся успехи в выполнении специального задания правительства СССР Колыванову Александру Александровичу присвоено звание Героя Социалистического Труда с вручением ордена Ленина и золотой медали «Серп и Молот» (без опубликования указа в открытой печати).  
Депутат Верховного Совета СССР 10 созыва (1979—1984) от Чувашской АССР.
Работал на предприятии до выхода на пенсию в 1995 году. Был председателем совета наставников объединения. Мастер спорта по русским городкам (1986).
Живёт в городе Новочебоксарск.

## Награды
- Орден Ленина.
- Золотая медаль «Серп и Молот».
- Медали.
- Занесён в Почётную книгу трудовой славы и героизма Чувашской АССР (1977).
- Почетный гражданин города Новочебоксарска